# Monastère Sainte-Marie de Sigena
Le monastère royal Sainte-Marie de Sigena (en espagnol : Real Monasterio de Santa María de Sigena), également orthographié Sijena et Sixena, est un monastère espagnol, qui se situe près de la commune de Villanueva de Sigena, dans la région naturelle des Monegros, au sud de la province de Huesca, en Aragon.
Le monastère est fondé en 1188 par la reine d'Aragon Sancie de Castille, l'épouse du roi Alphonse II. Elle le confie aux religieuses hospitalières de l'ordre de Saint-Jean de Jérusalem. Le monastère accueille des moniales issues de la famille royale et des plus grandes familles nobles aragonaises et connaît une grande renommée, particulièrement dans la première moitié du XIIIe siècle et dans la première moitié du XIVe siècle. À partir du début du XVe siècle, l'influence du monastère recule significativement. Les religieuses subissent le désamortissement des biens en 1836, puis la guerre civile en 1936, qui provoque des dommages importants. Elles abandonnent définitivement les bâtiments en 1983. La vente d'une grande partie du mobilier et des œuvres d'art du monastère à la Généralité de Catalogne, et la dispersion de ces œuvres dans les musées de Barcelone et de Lérida sont au cœur d'un conflit qui oppose la Généralité et le gouvernement aragonais depuis les années 1990.

## Situation
Le monastère est situé sur la commune de Villanueva de Sigena dans la province de Huesca en Aragon, et fait partie du piémont pyrénéen.

## Histoire
Les églises de Sigena et de Sena ont d'abord appartenu aux Templiers de la commanderie de Monzón bien que les Hospitaliers de l'ordre de Saint-Jean de Jérusalem soient déjà propriétaires de ces deux villa à la suite d'un don du roi Raimond-Bérenger IV de Barcelone en 1157 et un commandeur Hospitalier de Sena et Sigena est attesté dès 1174. Puis en 1184 la reine d'Aragon Sancie de Castille échange le château et la ville de Santalecina (es) ainsi que les droits sur Pueyo de Monzón qui étaient des possessions des Hospitaliers de l'ordre de Saint-Jean de Jérusalem contre ces deux églises.
La construction du monastère commence en 1183 sous l'impulsion de la reine d'Aragon. La fondation du monastère a lieu le 23 avril 1188. C'est l'évêque de Huesca, Richard, qui rédige et lui donne sa règle monastique. Elle accueille d'abord des moniales de l'ordre de Saint-Jean de Jérusalem. Ces femmes sont issues des familles les plus importantes de la noblesse aragonaise. C'est à l'origine un monastère double, placé sous l'autorité de la prieure du monastère féminin. La communauté féminine est formée de trois groupes différents : les sorores (religieuses cloîtrées), les iuniores (jeunes filles éduquées par les religieuses et qui vivent dans le monastère) et les media cruz (religieuses servantes de la communauté).
Sancie de Castille rejoint probablement le monastère à la mort d'Alphonse II, en 1196. Elle y est accompagnée par sa dernière fille, Douce, née en 1192. À sa mort, en 1208, Sancie de Castille est enterrée dans l'église du monastère de Sigena, et non pas au monastère de Poblet, où a été enterré Alphonse II. En 1213, le fils d'Alphonse II et de Sancie de Castille, le roi Pierre II, est tué à la bataille de Muret. Il est enterré à Sigena, avec sept chevaliers de sa cour, tels Rodrigo de Lizana.
À partir de cette date, le monastère, qui a perdu la protection de sa fondatrice, connaît un certain déclin tout au long du XIIIe siècle. À partir de 1298, le monastère bénéficie des dons du roi Jacques II, qui impulse une nouvelle période faste pour le monastère. Il y dépose les archives de la Couronne d'Aragon, avant qu'elles soient transférées en 1307 à Barcelone, toujours sous la garde des Hospitaliers de l'ordre de Saint-Jean de Jérusalem. En 1321, la fille de Jacques II, Blanche d'Aragon, est élue prieure du monastère. Durant la période de priorat de Blanche (1321-1348), le monastère devient un lieu de passage de la cour aragonaise et il s'enrichit de nombreuses œuvres d'art, retables, tableaux, tapis et meubles. C'est également à cette époque qu'est aménagée la Salle peinte, également désignée comme la Salle du Trône.
Durant l'interrègne aragonais, entre 1410 et 1412, la prieure et les moniales de Sigena prennent le parti du comte d'Urgell Jacques II. La propre sœur de ce dernier, Isabelle d'Aragon, est d'ailleurs moniale au couvent. À la suite du compromis de Caspe, qui marque la victoire de Ferdinand d'Antequerra et des « antiurgellistes », le monastère subit l'oubli de la nouvelle dynastie. Le monastère devient même une prison pour l'épouse et les filles de Jacques II d'Urgell.
La vie monastique se maintient aux XVIe et XVIIe siècles. En 1588, une nouvelle et troisième adaptation de la règle de l'évêque Richard, le Libro Consueta, est approuvée. Elle maintient en particulier l'obligation de limpieza de sangre (« pureté de sang » en espagnol). Mais la règle se relâche cependant : la vie en commun des moniales cesse à cette époque. Le troisième désamortissement de 1836, ordonné par le ministre de la régente Marie-Christine de Bourbon-Siciles, Juan Álvarez Mendizábal, prive le monastère de la majorité de ses biens. La communauté est obligée d'abandonner momentanément les bâtiments, avant de revenir quelques années plus tard.
Pendant la guerre d'Espagne, en août 1936, le monastère est incendié et en partie détruit par une colonne de miliciens anarchistes qui se rendent sur le front d'Aragon. Seule l'église romane et le panthéon royal sont épargnés par les destructions, mais plusieurs œuvres d'art sont saccagées et les tombes royales sont profanées. Après la guerre, les religieuses décident de confier plusieurs œuvres d'art au musée de Barcelone. En 1941, les documents historiques du monastère — dont le plus ancien est daté de 1173 — sont confiés aux Archives historique de la province de Huesca.
Un certain nombre de travaux, visant à restaurer l'église, le réfectoire, la salle capitulaire et le cloître, sont entamés à partir de 1950. Abandonné par les moniales de Saint-Jean de Jérusalem au début des années 1980, le monastère a accueilli en 1985 un groupe de religieuses des Sœurs de Bethléem et de l'Assomption de la Vierge mais la communauté l'a quitté le 21 juillet 2020.

## Patrimoine

### Retable de la Vierge
Le retable de la Vierge est une œuvre de peinture à tempera réalisée entre 1367 et 1381 par un artiste anonyme, parfois identifié comme Pere Serra ou Jaume Serra. L’œuvre témoigne du développement des retables dans la deuxième moitié du XIVe siècle. Elle représente une Vierge à l'Enfant couronnée, accompagnée des saintes Catherine d'Alexandrie et Marie-Madeleine. Les scènes qui entourent le panneau central représentent les sept joies de la Vierge, des histoires tirées des Évangiles et les actes des apôtres, depuis l'Annonciation jusqu'au Couronnement de Marie. Sur la prédelle du retable sont représentés la Dernière Cène et des miracles.
Le retable fut probablement commandé par le frère Fontaner de Glera, commandeur du monastère après 1363, aux frères Serra. Il est actuellement conservé au musée national d'Art de Catalogne à Barcelone.

### Tombes royales de Sigena

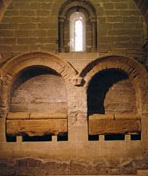
Tombes royales de Sainte-Marie de Sigena.

On trouve dans le monastère de Sigena deux tombes royales : 
- Sancie de Castille, épouse du roi d'Aragon Alphonse II ;
- Pierre II d'Aragon, roi d'Aragon, fils d'Alphonse II et de Sancie de Castille.

### Conflit sur les biens
Les gouvernements des communautés d'Aragon et de Catalogne sont entrés en conflit au sujet des biens artistiques du monastère de Sigena, lorsque ceux-ci ont été vendus en 1982 par les sœurs de l'Ordre de Malte, propriétaires du couvent, à la Généralité de Catalogne. La vente de 44 œuvres a été réalisée en 1982 pour la somme de 66 millions de pesetas, auxquelles s'ajoutent 52 œuvres vendues en 1992 et 1995 pour 39 millions de pesetas. Le gouvernement aragonais a dénoncé l'opération et affirme que si une partie des œuvres a été acquise légalement par la Catalogne, d'autres l'ont été sans que le gouvernement aragonais ait pu les préempter, tandis que d'autres ne sont que des dépôts et appartiennent toujours à l'ordre de Malte.
En 1998, le tribunal constitutionnel donne raison au gouvernement catalan et déclare nulles les protestations présentées par les gouvernements aragonais, mais il laisse la porte ouverte à une procédure civile. En janvier 2016, le tribunal suprême espagnol tranche finalement en faveur du gouvernement aragonais et ordonne à la Généralité de Catalogne de rendre les peintures murales et 97 œuvres d’art, conservées au musée national d'Art de Catalogne (MNAC) et au musée diocésain de Lérida, soit la totalité des œuvres acquises depuis 1983. En Catalogne, l'affaire est perçue comme un cas de catalanophobie, le conservateur du musée de Lérida soulignant l'absence de réclamations adressées au musée du Prado, à Madrid, ou au musée de la Sainte-Croix, à Tolède, pour les œuvres de Sijena que ces deux musées conservent.
Malgré l’ordre donné par les tribunaux, seules 51 œuvres d’art, qui n’étaient pas exposées, sont rendues en 2017, tandis qu'un recours est présenté par la Généralité devant le tribunal constitutionnel. En Aragon, une plate-forme civique est créée pour la récupération des biens confisqués, Sijena Sí. Le 16 novembre 2017, dans le cadre de la crise catalane et de la mise sous tutelle de l'administration catalane par le gouvernement espagnol, après la mise en application de l'article 155 de la Constitution, le tribunal de première instance no 1 de Huesca demande au ministre de l'Éducation, de la Culture et du Sport, Íñigo Méndez de Vigo, devenu responsable provisoire du Département de la Culture de la Généralité, d'organiser la restitution immédiate des 44 œuvres artistiques qui se trouvent au musée diocésain de Lérida, décision appliquée le 11 décembre 2017.

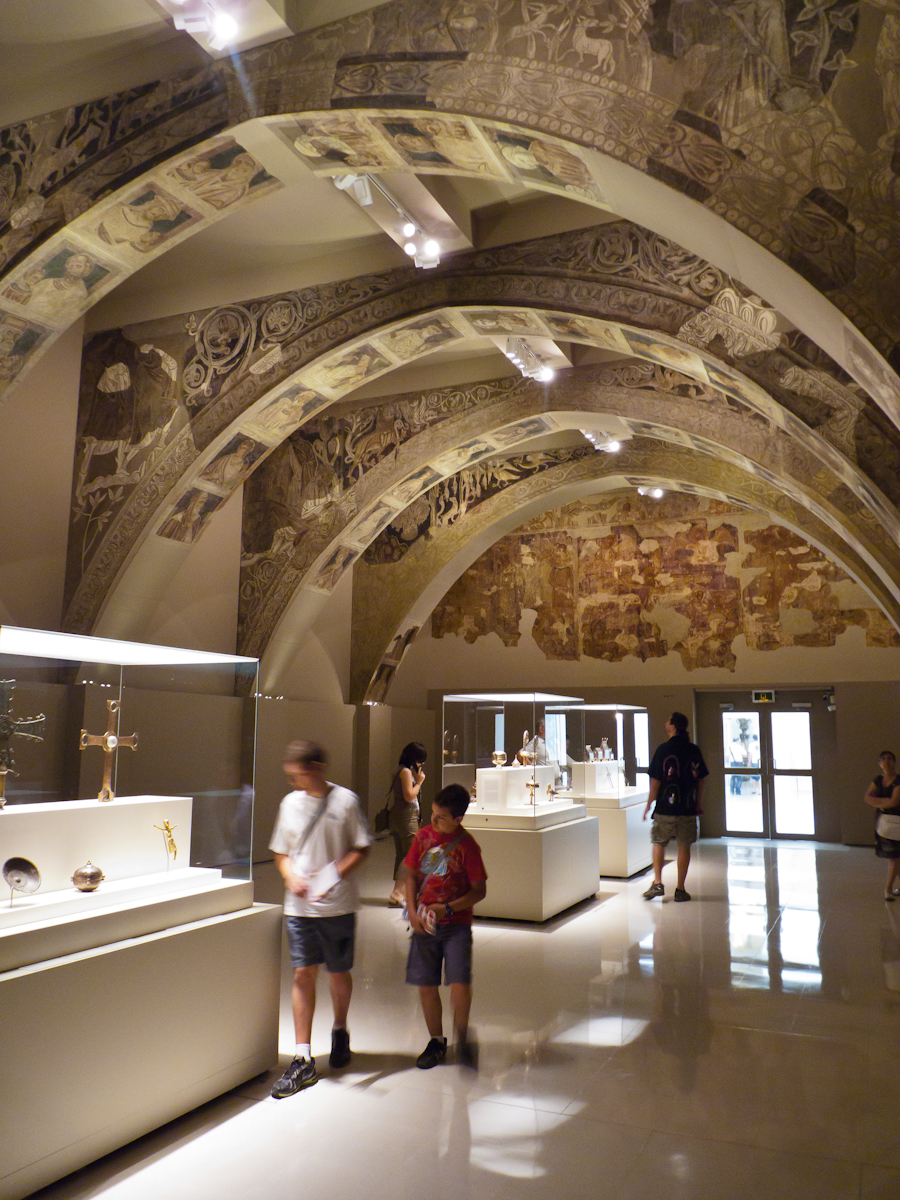
Peintures romanes de la salle capitulaire, v. 1196-1208 (musée national d'Art de Catalogne, Barcelone).
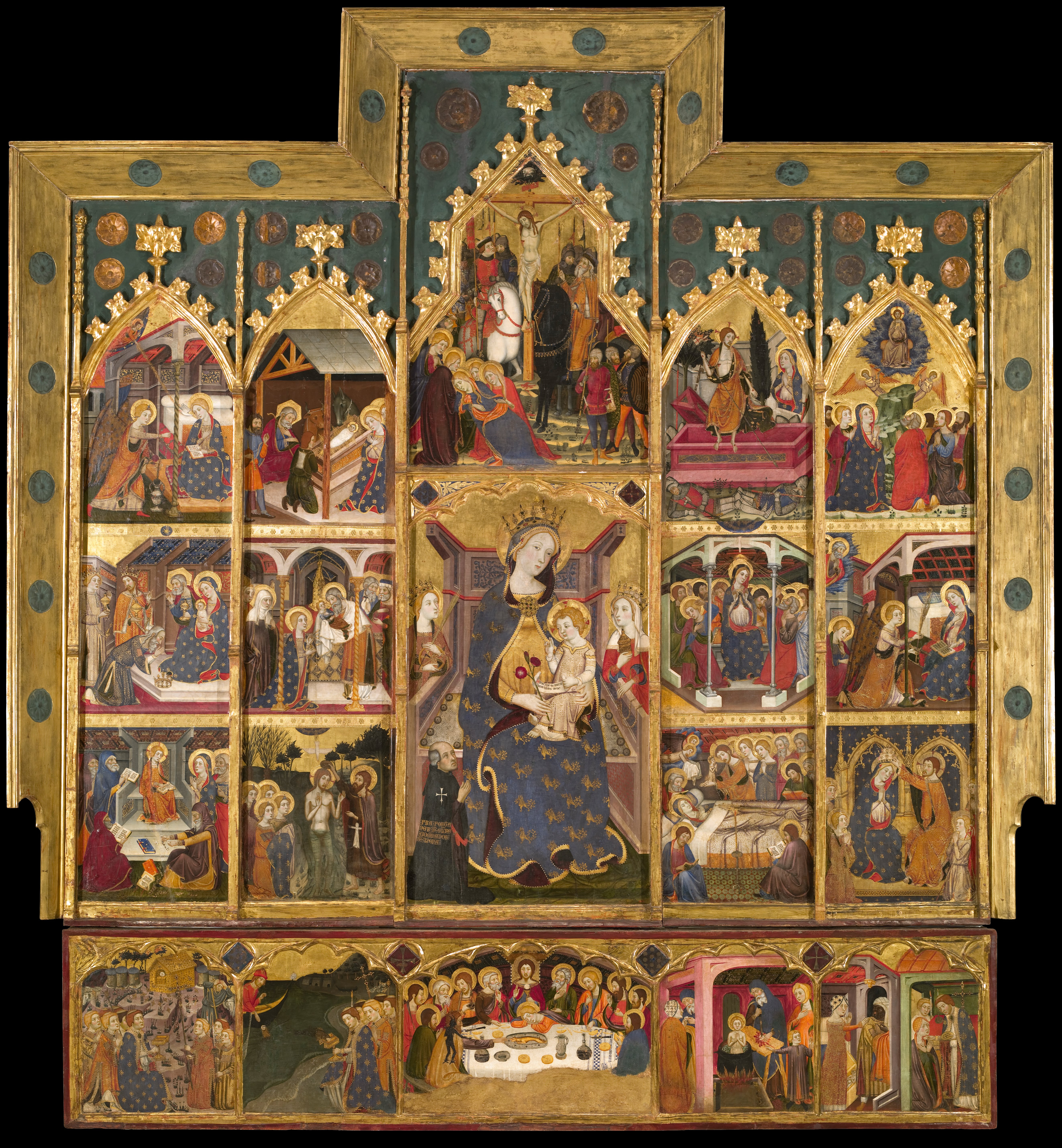
Retable de la Vierge, par Pere ou Jaume Serra, entre 1367 et 1381 (musée national d'Art de Catalogne, Barcelone).
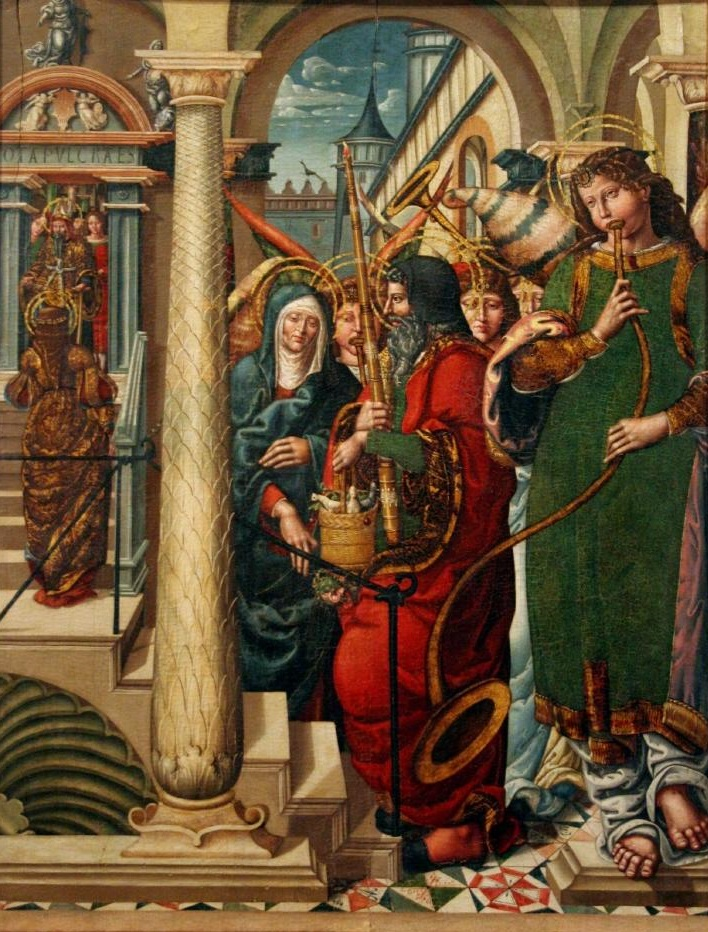
Présentation de la Vierge au Temple, par le Maître de Sigena, 1519 (musée de la Sainte-Croix, Tolède).
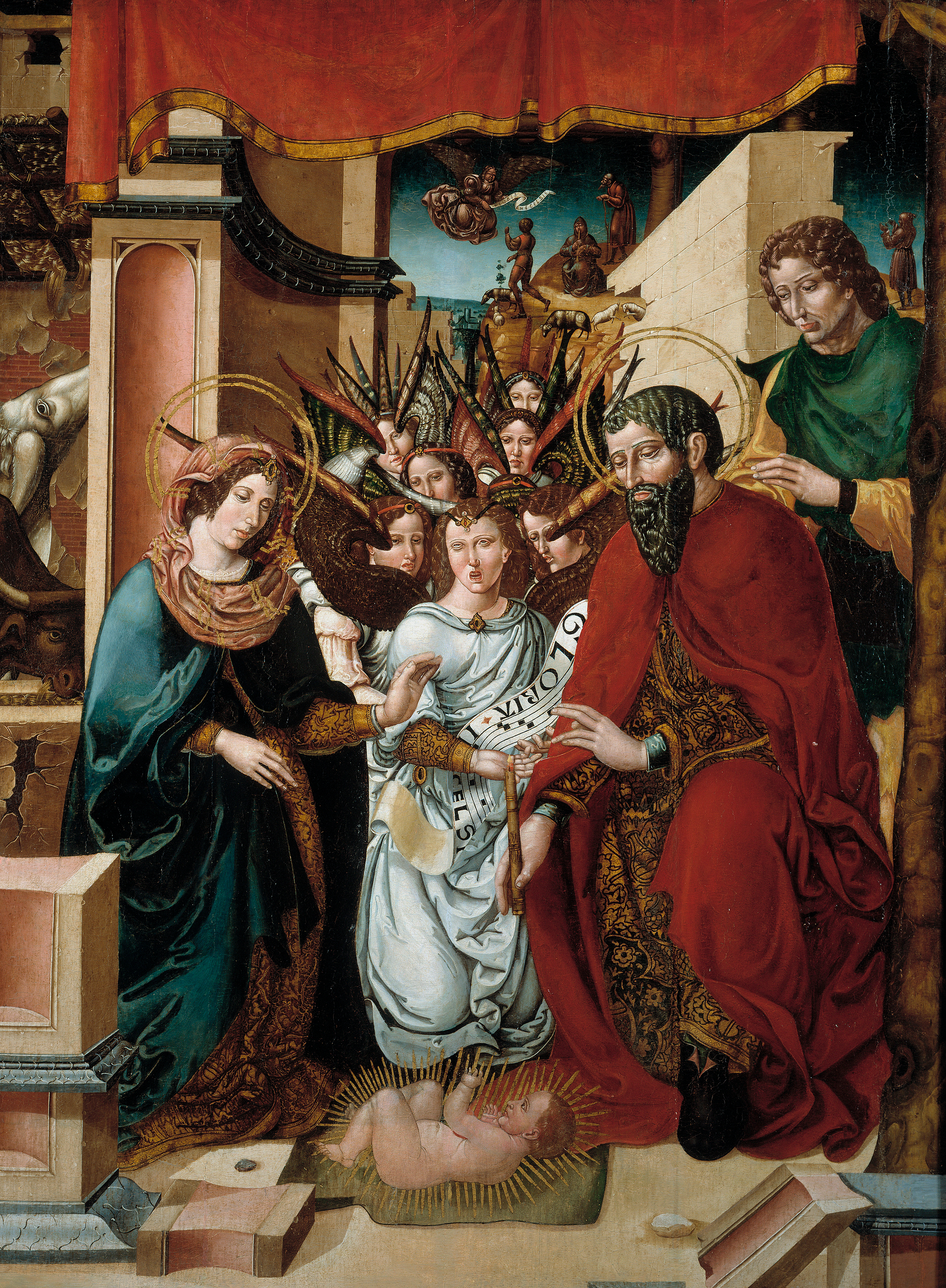
Nativité et Adoration des anges, par le Maître de Sigena, 1519 (musée du Prado, Madrid).
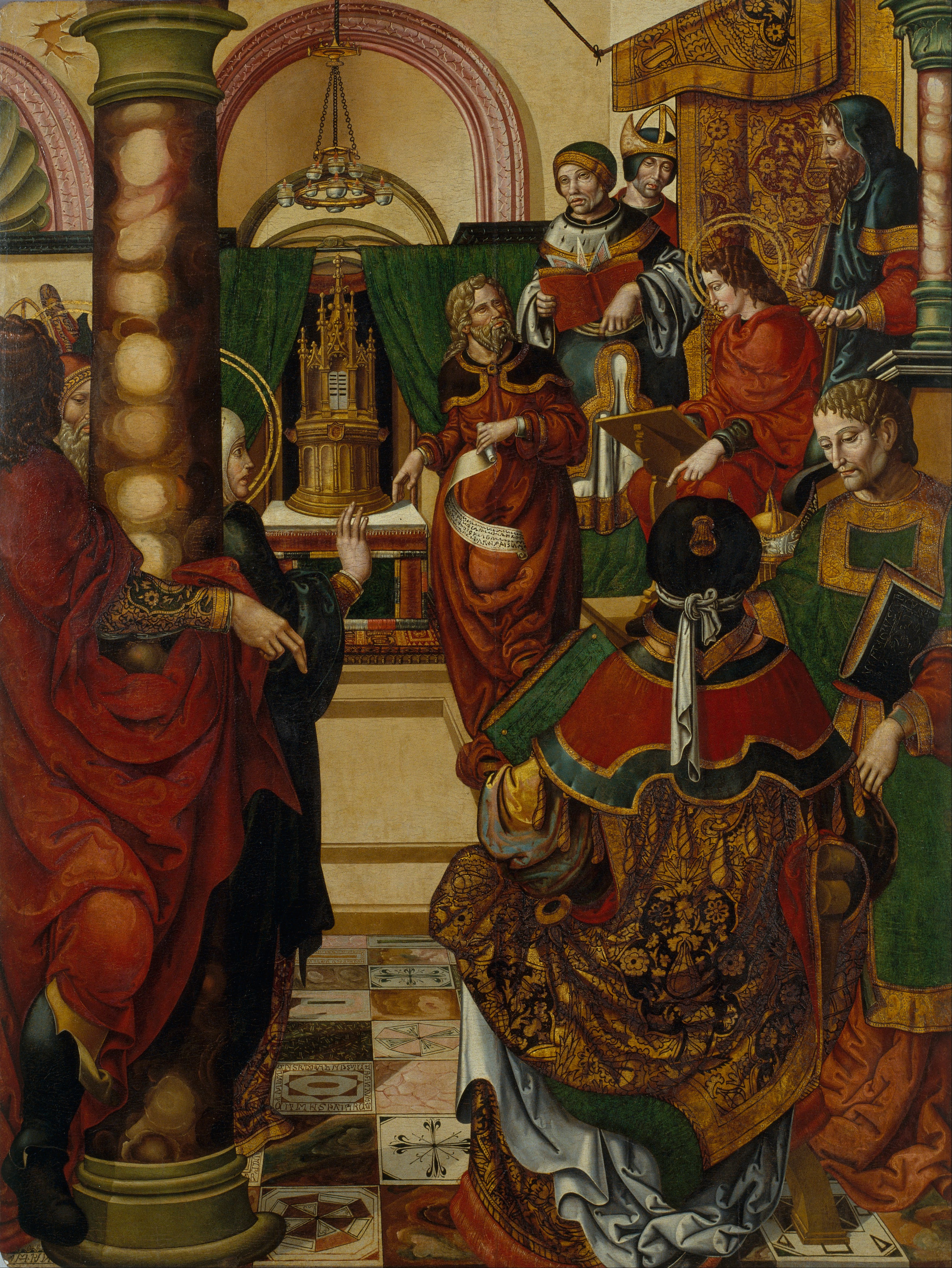
Jésus et les docteurs de la Loi, par le Maître de Sigena, 1519 (musée national d'Art de Catalogne, Barcelone).
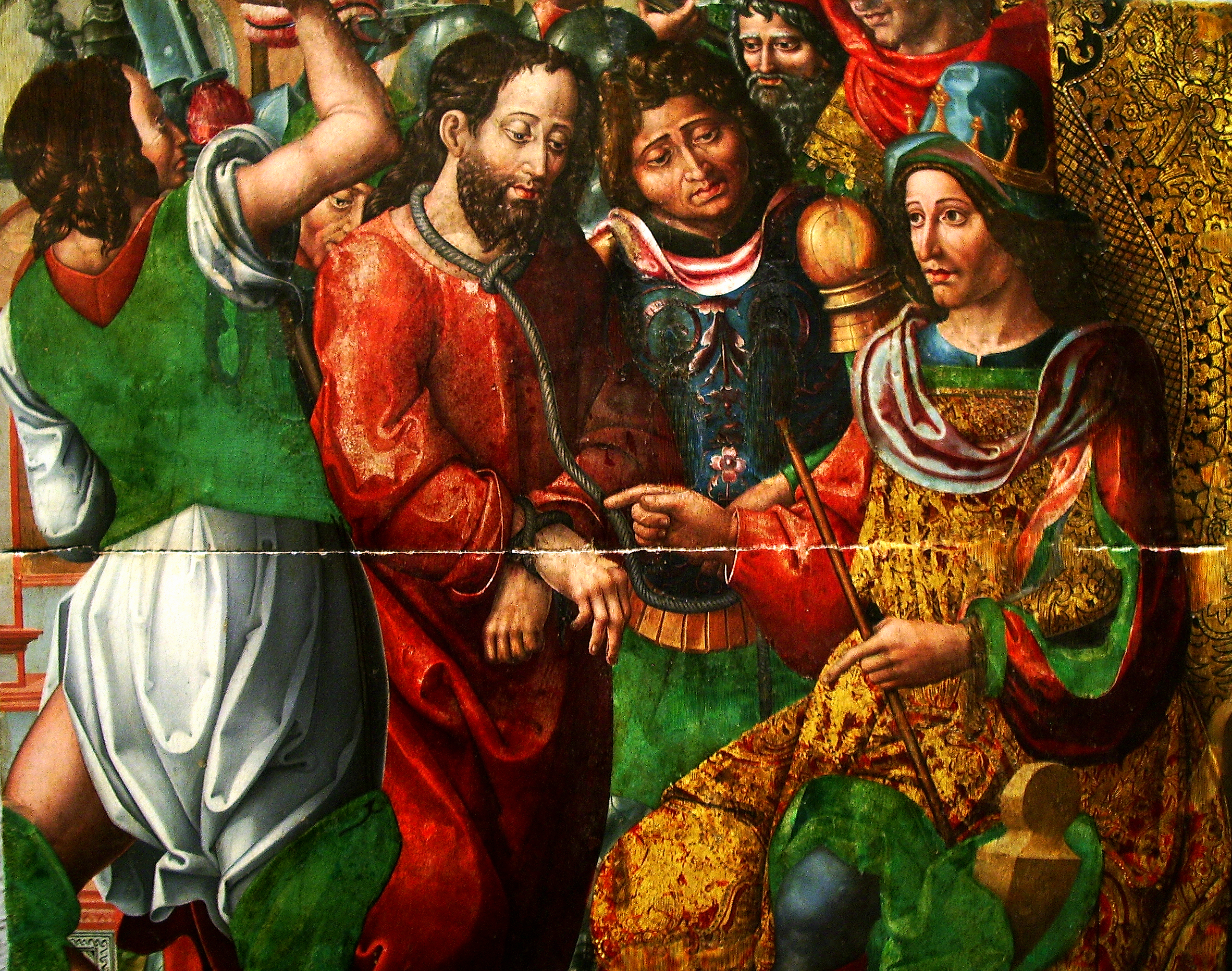
Jésus devant Hérode, par le Maître de Sigena, 1519 (musée provincial, Saragosse).

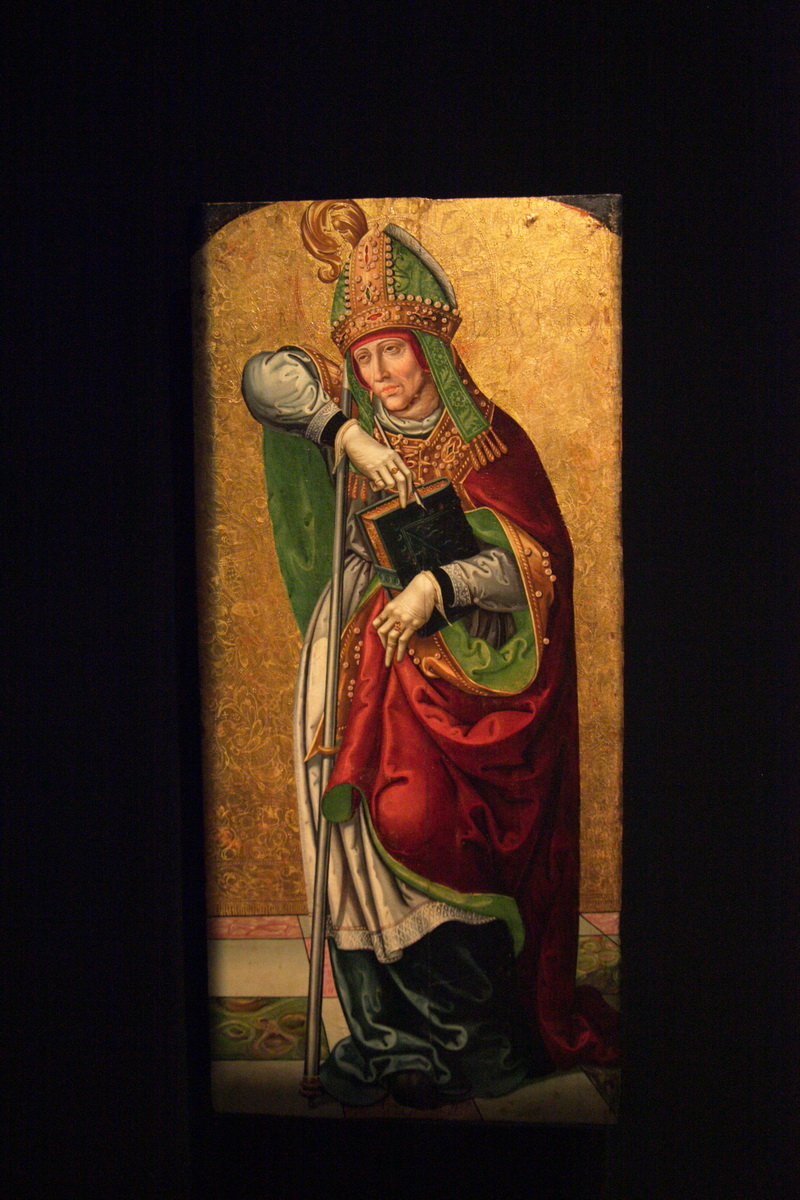
Saint Augustin, par le Maître de Sigena, 1519 (déplacé du musée diocésain et comarcal, Lérida).
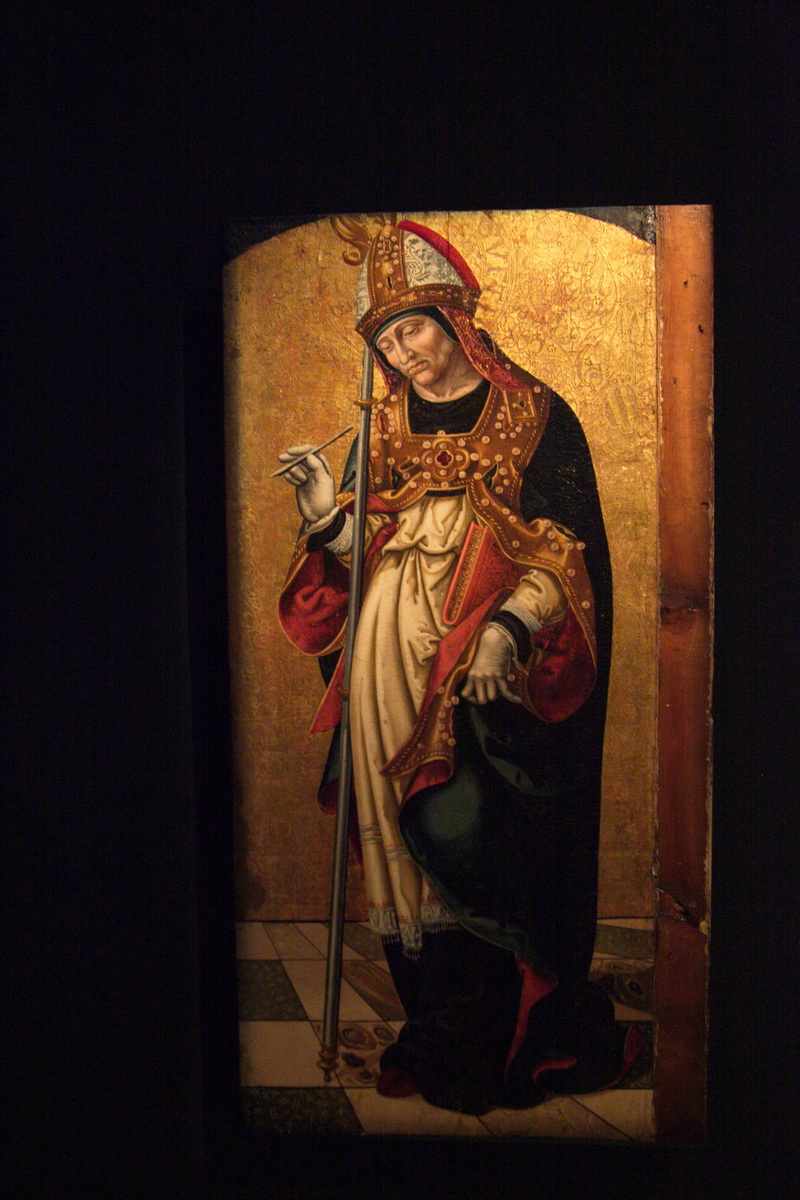
Saint Ambroise, par le Maître de Sigena, 1519 (déplacé du musée diocésain et comarcal, Lérida).
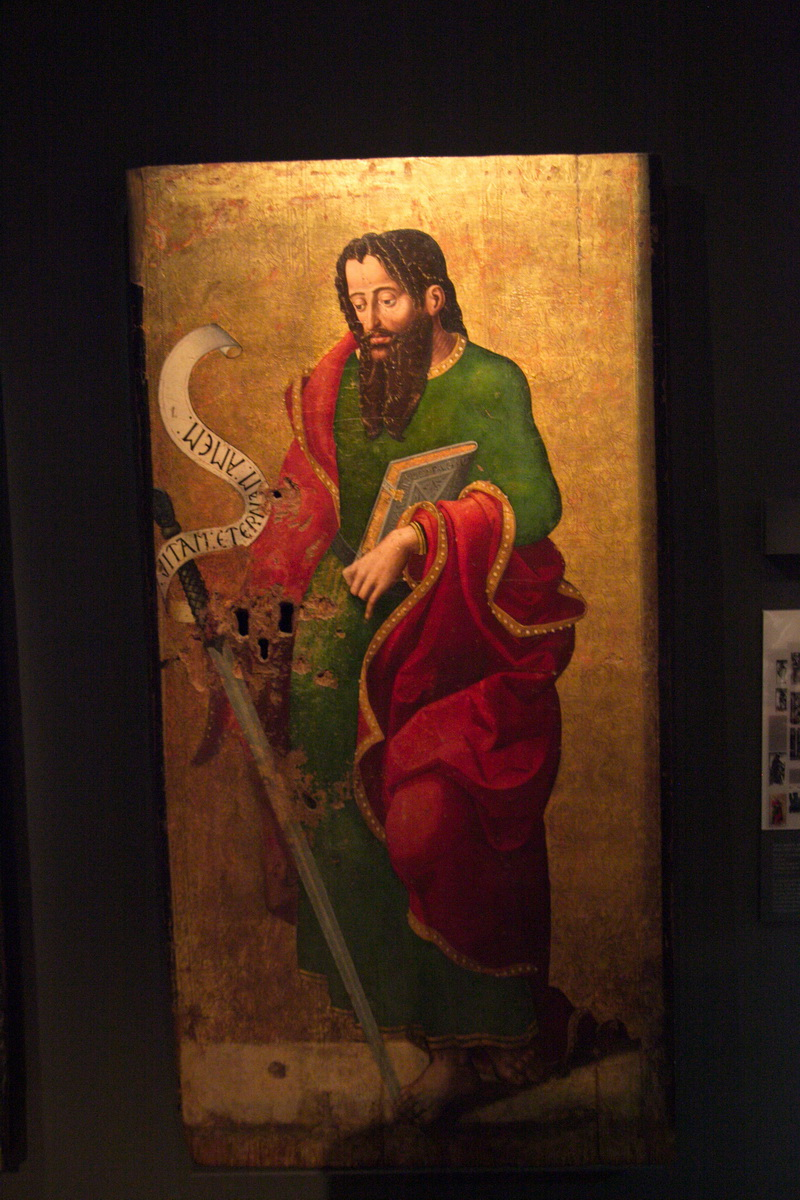
Saint Paul, par le Maître de Sigena, 1519 (déplacé du musée diocésain et comarcal, Lérida).
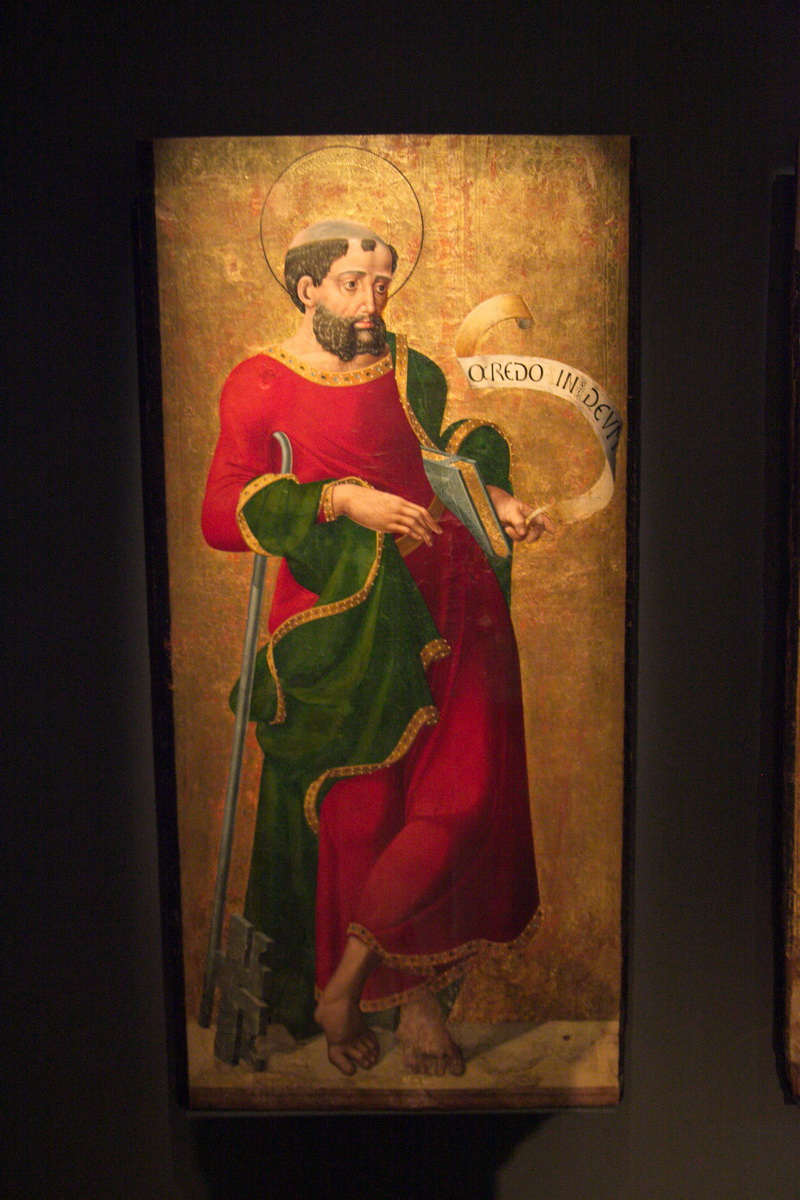
Saint Pierre, par le Maître de Sigena, 1519 (déplacé du musée diocésain et comarcal, Lérida).

## Protection
Le monastère fait l’objet d’un classement en Espagne au titre de bien d'intérêt culturel depuis le 28 mars 1923. Le département de la Culture et du Tourisme du gouvernement de l'Aragon confirme, par l'ordre du 5 avril 2002, la protection du monastère par la communauté autonome d'Aragon.